# Двайта-адвайта
Двайт-адвайта (dvaitadvaita, букв. «Подвійність-в-недвойственності») - одна зі шкіл філософії вишнуитской веданти, відповідна однієї з чотирьох визнаних традицій  бхакті - санакаді-сампрадая. Сформована під значним впливом вішішта-адвайти і в певному сенсі підготувала становлення Двайт-веданти, Двайт-адвайта запропонувала «симетричне» рішення основної проблеми філософії веданти - онтологічного співвідношення Божества (Брахман або Ишвара), душ (чит) і матерії (Ачит), що в результаті підготувало світоглядні вимірювання крішна ітского культу.

## Суть вчення
Три «параметра буття» - Брахман, чит і Ачит не можуть бути ні цілком ідентичними (бо, згідно Двайт-адвайте, це суперечило б ведийским текстам, в першу чергу Упанішадах, ясно свідчить про їх відмінності), ні цілком різними, бо це, по-перше, обмежувало б божественну всюдисущість і, по-друге, виключало б можливість їх реальної взаємодії. Участь в розгортанні світу такого щодо нереального початку, як авидья або майя адвайтістов, в Двайт-адвайта рішуче відкидається. Брахман-Ишвара не безособові світову свідомість, але персоніфіковане Божество, тотожне Крішни і наділене усезнанням, всемогутністю, вездесущесть і здатністю бути кінцевою причиною сущого; він перетворюється і в духовні, і в матеріальні начала, коли розчиняючись ні в одному з них; крім цього, він наділений всіма чеснотами і вільний від вад. Брахман-Крішна, є не тільки інструментальної, але і матеріальною причиною світу, оскільки створює його однією своєю волею (тут не можна не припустити вплив неіндуістскіх теїстичних релігій). Душі (дживи) мають підставу в ньому, залежні від нього, незліченні і активні. Матеріальний світ має три начала - «неприродне» (апракріта), «природне» (пракріті) і час. Двайт-адвайта як би диференціює два «режиму» існування Божества - статичний, або самототожності, і динамічний, або саморазделітельний, який виявляється в його енергії, дії. Як і вішішта-адвайта, Двайт-адвайта наполягає на тому, що «шлях пізнання» неможливий без «шляху богопочитания», який полягає в повній самовіддачі (прапатті) індивіда милості Божества. Для обґрунтування доктрини тотожності-відмінності трьох зазначених почав Двайт-адвайта вдається до аналогій: Брахман-Крішна, знаходиться в такому ж відношенні до стихіями світу, як життєва сила прана, що реалізується в різноманітних функціях чуттєвих здібностей і розуму - манаса, але зберігає при цьому свою ідентичність. Інакше наприклад, популярному в Двайт-адвайта і частково запозиченого з образності «Шветашватара-упанішади», Брахман, що створює духовні і матеріальні начала, але залишається «чистим» і «повним» в славі і силі, подібний до павук у, який витягує павутину з власного тіла. У середовищі Бхакта було популярно і тлумачення світотворення як спонтанної гри (лила) вечносовершенного і всеблаженним Вішну - Харі.

## Історія вчення
Засновником Двайт-адвайта був Німбарка (XII-XIII ст.), Брахман - вішнуіт, який походив, за легендами, або з Намбапури в південноіндійському державі Майсур, або з Матхура, знаменитого північно-індійського центру кришнаизма. Йому приписується сім творів, серед яких найбільш значне «Ведантапаріджата-Саурабх» ( «  Аромат небесного дерева веданти »), коментар до «Брахма-сутра». Учень Німбарка Шрініваса систематизував його вчення і коментував його праці. Послідовники ж Шрініваса - Кешаво Кашмірі Бхатта (XVI ст.), Пурушоттама Прасада (XVII ст.), Мадхава Мукунд (XV ст.), Який запропонував серйозну розробку теорії пізнання, перш за все вчення про джерела знання, а також Ванамалі Мішра (XVIII ст .) і ін. зберегли цілісність Двайт-адвайта, захищаючи вчення від нападок опонентів. Вони енергійно полемізували не тільки з адвайта-веданта, але також з вішішта-адвайта і бхеда-абхеда.